# 新西兰官方音乐榜
紐西蘭官方音樂榜（英語：Official Aotearoa Music Charts）是新西兰唱片音乐协会（前身为紐西蘭唱片業協會）製作、發布的紐西蘭音樂排行榜，首份榜單於1975年5月2日發表。榜單於每週五下午4點發布，新西兰唱片音乐协会基於各地實體與數位零售商、串流媒體平台和其他管道展示紐西蘭最受歡迎的前40名單曲和專輯。為反應毛利人的文化貢獻，排行榜從原先的更名為，合作夥伴也更新了網站功能，讓使用者獲得更好的體驗。

## 外部連結
- 官方网站
- 新西兰榜单成就